# Стэнфордский университет
Стэ́нфордский университе́т, также Ста́нфордский университет (англ. Stanford University; полное название англ. Leland Stanford Junior University, Университет им. Леланда Стэнфорда-младшего) — частный исследовательский университет в Стэнфорде, штат Калифорния, один из самых авторитетных и рейтинговых в США и в мире. Расположен близ города Пало-Алто (южнее Сан-Франциско). Кампус занимает 8180 акров (3310 га) и является одним из крупнейших в Соединенных Штатах, и в нем обучается более 17 000 студентов.
Стэнфорд был основан в 1885 году Леландом и Джейн Стэнфорд в память о своём единственном ребенке, Леланде Стэнфорде-младшем, который умер от брюшного тифа в возрасте 15 лет годом ранее. Леланд Стэнфорд был бизнесменом, сенатором США и бывшим губернатором Калифорнии. Первых учеников университет принял 1 октября 1891 года как внеконфессиональное учебное заведение с совместным обучением. Стэнфордский университет столкнулся с финансовыми трудностями после смерти Леланда Стэнфорда в 1893 году и вторично, после того, как большая часть кампуса была повреждена землетрясением в Сан-Франциско в 1906 году. После Второй мировой войны проректор Стэнфорда Фредерик Терман вдохновил и поддержал идею преподавателей и выпускников о создании локальной самодостаточной промышленной инфраструктуры с центром высоких технологий, которая позже будет известна как Кремниевая долина.
Университет состоит из семи школ в одном кампусе: трех школ, состоящих из 40 академических отделений на уровне бакалавриата, а также четырех профессиональных школ, специализирующихся на программах магистратуры в области права, медицины, образования и бизнеса. В университете также находится аналитический центр по государственной политике «Гуверовский институт». Студенты соревнуются в 36 университетских видах спорта, а университет является одним из двух частных учреждений, участвующих в конференции Division I FBS Pac-12. По состоянию на 26 мая 2022 года Стэнфорд выиграл 131 командный чемпионат NCAA — больше, чем любой другой университет, и был удостоен Кубка директоров NACDA 25 лет подряд начиная с 1994–1995 годов. Кроме того, к 2021 году студенты и выпускники Стэнфорда завоевали не менее 296 олимпийских медалей, в том числе 150 золотых и 79 серебряных медалей.
По состоянию на апрель 2021 года 85 нобелевских лауреатов, 29 лауреатов премии Тьюринга, 8 медалистов Филдса, лауреатов программы Фулбрайта, стипендиатов Маршалла, стипендиатов Родса были связаны со Стэнфордом (в качестве студентов, выпускников, преподавателей или сотрудников). Кроме того, Стэнфорд особенно известен своим предпринимательством и является одним из самых успешных университетов в привлечении финансирования для стартапов. Выпускники Стэнфорда основали множество компаний, которые в совокупности приносят более 2,7 триллиона долларов годового дохода и создали 5,4 миллиона рабочих мест по состоянию на 2011 год. В академических кругах его выпускниками являются нынешние президенты Гарвардского университета, Йельского университета и Массачусетского технологического института, а также проректоры Гарвардского и Принстонского университетов.

## Краткая характеристика
В Стэнфорде обучаются более 7000 студентов и более 9000 аспирантов из США и со всего мира. Преподавание ведётся на многих факультетах, среди которых юридический, медицинский, технический, музыкальный и другие. В структуру входят также различные школы (как Стэнфордская высшая школа бизнеса) и научно-исследовательские центры. Университет располагается в Кремниевой долине. Его выпускники основали такие компании, как Hewlett-Packard, Electronic Arts, Sun Microsystems, Nvidia, Yahoo!, Cisco Systems, Silicon Graphics, TSMC и Google.
Студенты Стэнфорда принимают участие в соревнованиях по 36 видам спорта, а сам университет является одним из двух частных университетов, которые соперничают в первом футбольном дивизионе конференции Pacific-12. За время существования спортивной программы в университете его подопечные завоевали 126 чемпионских титулов NCAA в командных видах спорта, что является первым показателем среди всех учебных заведений.
Включает в себя научно-промышленный территориальный комплекс (так называемый Стэнфордский научно-исследовательский парк).

## История
Стэнфорд был основан железнодорожным магнатом, сенатором США и бывшим губернатором Калифорнии Леландом Стэнфордом и его женой Джейн Стэнфорд. Университет назван в честь их единственного сына Леланда Стэнфорда (младшего), умершего в 1884 году и не дожившего до 16-летия. Стэнфорды решили посвятить университет своему единственному сыну, и Леланд сказал супруге: «Дети Калифорнии будут нашими детьми».
Сенатор и миссис Стэнфорд посетили президента Гарвардского университета Чарлза Элиота и спросили его, сколько денег понадобилось бы на создание второго Гарварда в Пало-Альто. Элиот назвал сумму в 5 миллионов долларов. Однако предложив Э. Д. Уайту, президенту Корнеллского университета, стать первым ректором Стэнфорда, супруги получили вежливый отказ. Вместо этого Э. Д. Уайт порекомендовал им Дэвида Старр Джордана, своего бывшего студента и президента Индианского университета. На нём супруги в итоге и остановили свой выбор, хотя и предлагали лидерам Лиги плюща жалование вдвое больше.
Девиз нового университета, выбранный Дэвидом Джорданом, звучал: «Die Luft der Freiheit weht» (Веет ветер свободы) — цитата из Ульриха фон Гуттена. Особенно подозрительно к девизу относились во время Первой мировой войны, когда любые слова на немецком принимались в штыки. Тогда университет объявил, что этот девиз не является официальным.
В университете Филипом Зимбардо проводился Стэнфордский тюремный эксперимент.

## Учебные программы
По состоянию на 2020 год студенты Стэнфордского университета могут получить степень бакалавра по следующим специальностям (указаны только основные специальности):
- Аэронавтика и астронавтика
- Афроамериканцы в США
- Американистика
- Антропология
- Археология
- Архитектурный дизайн
- История искусства
- Прикладное искусство
- Азиатоамериканцы в США
- Атмосфера и энергия
- Биоинженерия
- Биология
- Биомеханическая инженерия
- Биомедицинская вычислительная техника
- Химическая инженерия
- Химия
- Латиноамериканцы в США
- Китайский язык, литература и культура
- Гражданское строительство
- Антиковедение
- Связь
- Сравнительная литература
- Сравнительные исследования в сфере рас и этносов
- Информатика
- Исследование антропологического воздействия на Землю
- Изучение Восточной Азии
- Экономика
- Теория и практика образовательного процесса
- Электротехника
- Энергосберегающая инженерия
- Инженерная физика
- Английский язык, литература и культура
- Природоохранная инженерия
- Этика в обществе
- Феминистские, гендерные и сексуальные исследования
- Киноведение и медиаведение
- Французский язык, литература и культура
- Геология
- Геофизика
- Немецкий язык, литература и культура
- История
- Биология человека
- Культура народов Иберийского полуострова в США
- Международные отношения
- Итальянский язык, литература и культура
- Японский язык, литература и культура
- Иврит, еврейская литература и культура
- Корейский язык, литература и культура
- Лингвистика
- Наука управления
- Материаловедение
- Вычислительная наука
- Математика
- Машиностроение
- Музыка
- Коренные американцы в США
- Философия
- Исследование философских и религиозных воззрений
- Физика
- Политология
- Дизайн продукта
- Психология
- Государственная политика
- Религиоведение
- Наука, технология и общество
- Славянские языки, литература и культура
- Социология
- Испанский язык, литература и культура
- Формальный язык
- Театр и исполнительское искусство
- Урбанистика

В Стэнфордском университете также существуют программы второго высшего образования (англ. second entry degree), в частности, юридического (J. D. degree program) и медицинского (M. D. degree program). Стэнфордский университет также осуществляет обучение по специальностям магистратуры и аспирантуры (докторантуры).

## Дополнительное военное образование
В Стэнфордском университете отсутствуют собственные курсы подготовки офицеров резерва (ROTC). Однако в соответствии с соглашениями о перекрёстном зачислении, которые университет заключил с тремя другими гражданскими образовательными учреждениями высшего образования, которые имеют подобные курсы, студенты, обучающиеся на степень бакалавра в Стэнфорде, имеют возможность одновременно пройти обучение по программам ROTC в соответствующих учебных заведениях, с которыми заключены указанные соглашения. При этом Стэнфордский университет предоставляет своим студентам, изъявившим желание обучаться по программам ROTC, помощь в поездках между кампусами соответствующих учебных заведений, за что отвечает специальное подразделение университета (Office for military-affiliated communities). В частности, студентам Стенфорда, имеющим гражданство США, доступно обучение по программам Army ROTC при Университете Санта-Клары, Naval ROTC при Калифорнийском университете в Беркли, Air Force ROTC при Университете штата Калифорния в Сан-Хосе, которые готовят офицеров для нужд, соответственно, Армии США, Военно-морских сил США и Корпуса морской пехоты США, Военно-воздушных сил США.

## Издательство
При университете имеется издательство Stanford University Press, занимающееся выпуском академической литературы. Выпуск книг при университете начался в конце XIX века, в 1917 году были приобретены печатные прессы. С 1999 года является подразделением библиотечной сети университета. В издательстве выходит около 3500 книг, в том числе 130 новых книг в год.

## Рейтинги
В 2011 году Стэнфордский университет занял вторую позицию в Академическом рейтинге университетов мира, пятое место в рейтинге лучших вузов США по версии Forbes, четвёртое место в национальном рейтинге от издания Washington Monthly и пятое место в рейтинге U.S. News & World Report.
В 2018 году Стэнфордский университет в четвертый раз занял первое место в рейтинге самых инновационных университетов мира агентства Reuters.